# Rozwój Królestwa
Rozwój Królestwa – ogólnoświatowa seria kongresów (dużych spotkań religijnych) o charakterze międzynarodowym, zorganizowanych przez Świadków Jehowy. Kongresy rozpoczęły się w czerwcu 1984 roku na półkuli północnej, a zakończyły w styczniu 1985 roku na półkuli południowej. W serii 808 uczestniczyło 5 002 684 osób, a 63 556 zostało ochrzczonych.

## Kongresy

### Polska
Pomimo trwającego od 1950 roku zakazu działalności Świadków Jehowy w Polsce, władze państwowe wyraziły zgodę na zorganizowanie latem kilku jednodniowych zgromadzeń.
29 lipca 1984 roku na stadionie Korony w Krakowie odbyły się kongres m.in. z udziałem delegacji Świadków Jehowy ze Słowacji, gdzie działalność podlegała ograniczeniom prawnym.
Kongres odbył się też m.in. w Hali Torwar Warszawie, na Stadionie Lechii Gdańsk oraz 11 sierpnia 1994 roku w Spodku w Katowicach.
Podczas serii kongresów poinformowano, że w roku 1985 zaplanowano w Polsce większe kilkudniowe kongresy z udziałem delegatów z innych krajów.
W 1984 roku wytwórnia Poltel na zlecenie Telewizji Polskiej nagrała 62-minutowy film dokumentalny Dobra nowina o Królestwie z relacją z tego kongresu, rok później powstał podobny film pt. Lud zachowujący prawość, dołączono do nich również sceny z kongresów m.in. pod hasłem „Rozwój Królestwa” w 1984 i pod hasłem „Lud zachowujący prawość” w 1985 roku.

### Kongresy na świecie
Na 127 kongresach zorganizowanych oficjalnie w 15 krajach w Europie zostało ochrzczonych 11 918 osób.
- Argentyna: w styczniu 1985 roku zakończyła się seria dziewięciu kongresów, w których wzięło udział 97 167 osób, o 17 000 więcej niż w roku poprzednim[6]. Władze państwowe ponownie pozwoliły na zorganizowanie oficjalnych kongresów[7].
- Austria: 15 618 obecnych, ochrzczono 790 osób[5].
- Belgia: 20 499 obecnych, 1009 zostało ochrzczonych[5].
- Dania: 14 337 zgromadzonych, 391 osób zostało ochrzczonych[5].
- Fidżi: po raz pierwszy zorganizowano dwa kongresy[8].
- Finlandia: 15 263 obecnych, a ochrzczono 629 osób[5].
- Francja: 82 458 zgromadzonych, 4708 osób zostało ochrzczonych[5].
- Hiszpania: 56 717 obecnych, ochrzczono 3671 osób[5].
- Holandia: 27 812 obecnych, ochrzczono 841 osób[5].
- Indie: 14 kongresów, w 7 kolejnych kongresy zorganizowano po raz pierwszy w lokalnych językach; ponad 9000 obecnych, a 246 osób zostało ochrzczonych[9].
- Luksemburg: 1129 zgromadzonych, 54 osoby zostały ochrzczone[5].
- Mozambik: 7 października 1984 roku, gdy kończono przygotowania do kongresów, w kilku wioskach w strefie obozu Carico, zbrojna grupa zaatakowała Wioskę Numer 9, Malawijską Wioskę Numer 7, Mozambicką Wioskę Numer 4 i Mozambicką Wioskę Numer 5. W okresie tym zamordowano około 30 Świadków Jehowy. 14 października w Wiosce Numer 7 doszło do masakry 10 Świadków Jehowy[10].
- Norwegia: 7670 obecnych, ochrzczono 328 osób[5].
- Portugalia: 27 220 zgromadzonych, 1859 osób zostało ochrzczonych[5].
- Republika Federalna Niemiec: 109 102 obecnych, ochrzczono 4288 osób[5][11].
- Stanach Zjednoczonych: 690 830 obecnych, ochrzczono 35 618 osób[5].
- Szwajcaria: 12 378 obecnych, ochrzczono 713 osób[5].
- Szwecja: 19 526 obecnych, ochrzczono 845 osób[5].
- Wielka Brytania: 97 495 obecnych, ochrzczono 5166 osób[5].
- Włochy: 116 555 obecnych, ochrzczono 9060 osób[5].

## Niektóre punkty programu
Według organizatorów kongresów, Ciała Kierowniczego Świadków Jehowy, „program został przygotowany z myślą o udzieleniu niezbędnej pomocy wszystkim sługom Bożym, aby mogli żyć zgodnie ze sprawiedliwymi zasadami Jehowy i byli przez to lepiej wyposażeni do ogłaszania Królestwa i pozyskiwania uczniów”. Każda sesja kierowała uwagę na aspekt biblijny („Malutki staje się tysiącem”, „Rozgłaszanie wieści o Królestwie”, „Wprowadzajmy w czyn to, czego się uczymy”, „Nie ma końca rozrostowi władzy Królestwa”).

### Dramaty (przedstawienia biblijne)
- Wykształcenie od Boga pomnaża owoce Królestwa
- Wystrzegaj się haniebnej głupoty

### Wykład publiczny
- Rząd, który osiągnie to, czego nie potrafi dokonać człowiek